# Besson Rock
Der Besson Rock (englisch; bulgarisch скала Бесон skala Beson) ist ein in südost-nordwestlicher Ausrichtung 45 m langer und 32 m breiter Klippenfelsen vor der Nordwestküste von Nelson Island im Archipel der Südlichen Shetlandinseln. Er liegt 1,93 km nördlich des Smilets Point, 2,78 km nordöstlich des Folger Rock, 2,78 km südwestlich von Withem Island und 2,27 km westlich bis nördlich des Retamales Point.
Britische Wissenschaftler kartierten ihn 1968. Die bulgarische Kommission für Antarktische Geographische Namen benannte ihn im April 2021 nach dem französischen Mathematiker und Ingenieur Jacques Besson (≈1540–≈1573), einem Erfinder eines Universalinstruments.